# Starr Struck: Best of Ringo Starr, Vol. 2
Starr Struck: Best of Ringo Starr, Vol. 2 ist das elfte Album und das zweite Kompilationsalbum von Ringo Starr nach der Trennung der Beatles. Es wurde am 28. Februar 1989 in USA veröffentlicht, in Großbritannien und Deutschland erschien das Album nicht.

## Entstehungsgeschichte
Nachdem Ringo Starrs letztes Studioalbum Old Wave nur in wenigen Ländern veröffentlicht wurde, schränkte er seine musikalischen Tätigkeiten ein.
Im Mai 1985 übernahm er eine kleine Fernsehrolle im Musical Alice in Wonderland und sang das Lied Nonsense.
Am 21. Oktober 1985 war Ringo Starr Gast bei Carl Perkins, der in den „Limehouse Television Studios“ in London das Fernsehspecial Blue Suede Shoes – A Rockabilly Session with Carl Perkins and Friends aufnahm; weitere Gastmusiker waren unter anderem George Harrison, Eric Clapton und Dave Edmunds. Ringo Starr spielte Schlagzeug bei mehreren Liedern und sang den Titel Honey Don’t. Das Lied Matchbox wurde von Ringo Starr und Carl Perkins gesungen. Die Fernsehausstrahlung erfolgte im Januar 1986. Eine Veröffentlichung auf CD erfolgte erst im Juni 2006.
Im November 1986 wurde das Doppelalbum It’s a Live-In World veröffentlicht, für das Ringo Starr den Titel You Know It Makes Sense beisteuerte.
Zwischen Februar und Mai 1987 begab sich Ringo Starr in Memphis (USA) in zwei Aufnahmestudios (Three Alarm Studios und Sun Studios). Produzent des Albums war Chip Moman, der mit Ringo Starr sechzehn Lieder aufnahm, von denen dann fünf Lieder (I Changed My Mind, I Can Help, You Better Move On, Hard Times und What I Knew Then) auf Bootlegs veröffentlicht wurden. Im Juli 1988 sollte das neue Album dann veröffentlicht werden, Ringo Starr verhinderte die Veröffentlichung durch ein Gerichtsverfahren, das erst im Januar 1990 beendet wurde.
Am 5. und 6. Juni 1987 trat Ringo Starr in der Wembley Arena im Rahmen des Prince’s Trust Concert in London auf und sang das Lied With a Little Help from My Friends, das im August 1987 auf dem Album Recorded Highlights of the Prince’s Trust Concert veröffentlicht wurde.
Im Oktober 1988 wurde auf dem Kompilationsalbum Stay Awake: Various Interpretations of Music from Vintage Disney Films das von Ringo Starr gesungene Lied When You Wish upon a Star veröffentlicht.
Im Jahr 1988 bekämpften Ringo Starr und seine Ehefrau Barbara Bach ihre Alkoholkrankheit mit Erfolg.
Da im Jahr 1989 keine weiteren Studioaufnahmen von Ringo Starr anstanden, wurde in den USA, 14 Jahre nach Blast from Your Past, das zweite Kompilationsalbum Starr Struck: Best of Ringo Starr, Vol. 2 veröffentlicht, das lediglich sechs Single-A-Seiten beinhaltet; bei den übrigen Lieder handelt es sich um Albentitel. Da das Album Old Wave nicht in USA veröffentlicht wurde, waren die Lieder In My Car, I Keep Forgettin’, Hopeless und She’s About a Mover für den US-amerikanischen Markt neu.

## Covergestaltung
Das Cover entwarf Tom Wilkes. Die Coverfotos wurden von Moshe Braca aufgenommen. Die Bilder der Vorderseite des Covers sollten ursprünglich für das Album Stop and Smell the Roses verwendet werden.

## Titelliste
1. Wrack My Brain (George Harrison) – 2:21
2. In My Car (Richard Starkey a/Joe Walsh/Mo Foster/Kim Goody) – 3:14
3. Cookin’ (In the Kitchen of Love) (John Lennon) – 3:42
4. I Keep Forgettin’ (Jerry Leiber/Mike Stoller) – 4:20
5. Hard Times (Peter Skellern) – 3:33
6. Hey Baby (Margaret Cobb/Bruce Channel) – 3:12
7. Attention (Paul McCartney) – 3:21 (nicht auf der LP-Version enthalten)
8. A Dose of Rock ’n’ Roll (Carl Grossman) – 3:26
9. Who Needs a Heart (Richard Starkey/Vini Poncia) – 3:49 (nicht auf der LP-Version enthalten)
10. Private Property (Paul McCartney) – 2:43
11. Can She Do It Like She Dances (Steve Duboff/Gerry Robinson) – 3:13
12. Heart on My Sleeve (Gallagher and Lyle) – 3:22
13. Sure to Fall (In Love with You) (Carl Perkins/Quinton Claunch/William Cantrell) – 3:44
14. Hopeless (Richard Starkey/Joe Walsh) – 3:19 (nicht auf der LP-Version enthalten)
15. You Belong to Me (Pee Wee King/Redd Stewart/Chilton Price) – 2:10 (nicht auf der LP-Version enthalten)
16. She’s About a Mover (Doug Sahm) – 3:54

## Wiederveröffentlichungen
Die Erstveröffentlichung im CD-Format erfolgte ebenfalls im Februar 1989 mit vier Bonustiteln. Die CD wurde von Bill Inglot remastert. Der CD liegt ein aufklappbares achtseitiges bebildertes Begleitheft bei, das Informationen zu den Liedern und dem Album enthält. Die CD-Veröffentlichung aus dem Jahr 1989 wurde bisher nicht neu remastert.

## Single-Auskopplungen
Aus dem Album wurden keine Singleauskopplungen vorgenommen.

## Chartplatzierungen
Das Album konnte sich nicht in den Charts platzieren.